# .gp
Pour les articles homonymes, voir GP.
La Guadeloupe (France) possède son propre domaine internet de premier niveau qui est le .gp. Cette gestion est assurée par Network information center de Guadeloupe (NIC.GP).
Le site d'enregistrement du NIC.GP permet de faire des demandes d'enregistrement.
NIC.GP est membre de LACTLD depuis août 2019.

## Statistiques d'usage
En août 2024, environ 2 700 domaines utilisent l'extension .gp.